# NGC 4875
NGC 4875 (другие обозначения — ZWG 160.232, DRCG 27-104, PGC 44640) — линзообразная галактика (S0) в созвездии Волосы Вероники.
Является доминирующей галактикой в одной из подгрупп, содержащей 18 галактик, в скоплении Волос Вероники.
Этот объект входит в число перечисленных в оригинальной редакции «Нового общего каталога».